# مدیریت اطلاعات سلامت
مدیریت اطلاعات سلامت (Health information management)، شاخه‌ای از مدیریت اطلاعات است که در زمینهٔ سلامت و مراقبت‌های آن استفاده می‌شود. این مدیریت شامل اخذ، تحلیل و محافظت از اطلاعات پزشکی حیاتی، چه به صورت سنتی و چه به صورت دیجیتال، به منظور ارتقاء کیفیت مراقبت‌های ارائه‌شده به بیمار است. امروزه با گسترش کامپیوتری شدن نحوهٔ ثبت اطلاعات سلامت، پرونده‌های سنتی (کاغذی) با پرونده‌های الکترونیکی سلامت (Electronic Health Record) جایگزین شده‌اند. ابزارهای انفورماتیک سلامت و تکنولوژی اطلاعات سلامت، به صورت پیوسته ارتقاء یافته تا بهره‌وری بیشتری را در حیطه‌ی مراقبتهای سلامت برای مدیریت اطلاعات فراهم آورند. سیستم‌های اطلاعات بیمارستانی و منابع انسانی برای سیستم مدیریت اطلاعات (HRHIS)، هر دو، پیاده‌سازی‌ای از HIM هستند.
انتظار می‌رود بازار خدمات جهانی سیستم‌های مدیریت اطلاعات سلامت (HIMS)  از 4/33 میلیارد دلار در سال 2015 با رشد سالانهٔ 5/8%، در سال 2022 به 59 میلیارد دلار برسد.
متخصصین مدیریت اطلاعات سلامت سیستم‌های اطلاعاتی را برنامه‌ریزی کرده، خط مشی‌های سلامت را بهبود بخشیده و نیازهای اطلاعاتی کنونی و آتی را شناسایی می‌کنند. همچنین ممکن است این افراد دانش انفورماتیک را در جمع‌آوری، ذخیره، تحلیل، استفاده و انتقال اطلاعات در راستای دستیابی به نیازهای قانونی، حرفه‌ای، اخلاقی و اداری ثبت اطلاعات و به منظور اجرای مراقبت‌های سلامت به کار گیرند. آن‌ها با دادگان بالینی، اپیدمیولوژیک، دموگرافیک، اقتصادی، اطلاعات کدشده و مراجع کار می‌کنند. از مجریان اطلاعات سلامت به عنوان افرادی یاد می‌شود که "با تمرکز بر جمع‌آوری، نگهداشت و استفاده‌ی کیفی از دادگان برای تامین سیستم‌های مراقبتی سلامت مبتنی و متمرکز بر اطلاعات، نقشی اساسی در ارائه خدمات سلامت در آمریکا دارند."
سازمان جهانی بهداشت (WHO) بیان می‌کند که جمع‌آوری، مدیریت و استفادهٔ مناسب از اطلاعات در سیستم‌های مراقبتی سلامت "کارآیی سیستم را در تشخیص اشکالات سلامت، تعریف اولویت‌ها، شناسایی راه‌حل‌ها و تخصیص منابع، به منظور ارتقاء خروجی‌های سلامت، تعیین می‌کند.

## تاریخچه و پیشرفت استانداردهای HIM در آمریکا

### شروع استانداردهای HIM با تاسیس AHIMA
شروع استانداردهای مدیریت اطلاعات سلامت به معرفی انجمن مدیریت اطلاعات سلامت آمریکا که در سال 1928 تاسیس شد، برمی‌گردد. "کالج آمریکایی جراحان، انجمن کتابداران باسابقهٔ آمریکای شمالی (ARLNA) را به منظور ارتقاء استانداردهای پرونده‌های بالینی در بیمارستان‌ها و دیگر موسسات پزشکی تأسیس کرد."
در 1938، AHIMA که با نام انجمن کتابداران باسابقهٔ آمریکا (AAMRL) شناخته می‌شد و اعضای آن نیز متخصصین پرونده‌های پزشکی یا کتابدارانی بودند که دانش ثبت‌های پزشکی را مطالعه می‌کردند. هدف این انجمن ارتقاء استانداردهای پرونده‌های پزشکی نگهداری‌شده در بیمارستان‌ها و دیگر تسهیلات مراقبت‌های سلامت است. افراد مشغول در این حرفه، پیش‌برندهٔ مدیریت موفق پرونده‌های بالینی از منظر تضمین صحت و دقت بودند. با گذشت زمان، سرانجام نام این سازمان، برای انعکاس ماهیت تکاملی مدیریت اطلاعات سلامت به انجمن مدیریت اطلاعات سلامت تغییر یافت. نام کنونی این انجمن، حوزه‌های متنوعی را که امروزه متخصصین سلامت در آن‌ها کار می‌کنند، پوشش می‌دهد.
اعضای AHIMA، بر کیفیت اطلاعات و مراقبت‌های بیماران در هر مرحله از چرخهٔ خدمات سلامت تأثیر می‌گذارند. این افراد معمولاً با خدمت‌رسانی در نقش‌های ارتباطی، عملیات بالینی، عملیاتی و اداری را به هم اتصال می‌دهند.

### توسعه‌ی دانش صنعتی با تاسیس HIMSS در سال 1961
مجمع سیستم‌های مدیریت و اطلاعات مراقبت‌های سلامت (HIMSS) در سال 1961 با عنوان مجمع سیستم‌های مدیریت بیمارستان تأسیس شد؛ مجمعی مستقل، غیرانتفاعی و متشکل از افرادی که به صورت داوطلبانه در آن فعالیت می‌کردند. پیش از این در دههٔ 1950، فعالیت‌های مهندسی مدیریت در مراقبت‌های بهداشتی، قبل از آنکه آموزه‌های فردریک وینسلو تیلور و فرانک بانکر گیلبرت، توجه رهبران بهداشت را جلب کند، پیش می‌رفت.
HIMSS با داشتن بخش‌ها، دسته‌بندی‌ها، نشریات و کنوانسیون‌ها رشد کرد و همچنان با تأسیس شعباتی در مناطق مختلف جهان از جمله اروپا، اقیانوسیه و خاورمیانه به رشد خود ادامه می‌دهد.

### پیشرفت‌های اعتباربخشی برنامه‌های آموزشی HIM
کميسيون اعتباربخشی آموزش الکترونيکی و مديريت اطلاعات سلامت (CAHIIM) استانداردها را تعریف می‌کند و برنامه‌های مدیریت اطلاعات و برنامه‌های فناوری اطلاعات آموزش عالی برای واجد شرایط بودن برای اعتباربخشی باید این استانداردها را داشته باشند. دانشجویانی که از یک مؤسسه معتیر، با مدرک کارشناسی یا دریافت گواهی‌نامه فارغ‌التحصیل می‌شوند، برای شرکت در امتحانات مربوطه برای دریافت گواهینامه به عنوان یک تکنسین اطلاعات سلامت رسمی (RHIT) واجد شرایط هستند. الزامات صلاحیت توسط CAHIM در سطح مهارت‌های مدرکی که با آن وارد برنامه می‌شوند، تعریف می‌شود.

## پیشرفت‌های مدرن

### پرونده‌های الکترونیکی پزشکی
پرونده‌های الکترونیکی سلامت، به صورت مستمر به عنوان تکاملی در روند نگهداری پرونده‌های پزشکی معرفی شده‌اند. از آنجاییکه این کار به صورت الکترونیکی انجام می‌پذیرد، به این معنی است که نگهداری اطلاعات ، هم در جامعهٔ متخصصین سلامت و هم به صورت عمومی مورد حمایت و بحث قرار گرفته‌است.
در ایالات متحده آمریکا، 89% افرادی که در نظرسنجی اخیر مجله‌ی وال استریت شرکت کرده‌اند و ارائه‌دهندهٔ مراقبت‌های بهداشتی آن‌ها از پرونده‌های الکترونیک پزشکی استفاده می‌کرد، خود را با عنوان "بسیار/تا حدی مطمئن" در آن سازمان معرفی کرده در حالیکه 71% افرادی که ارائه‌دهندهٔ مراقبت‌های بهداشتی‌شان از پرونده‌های الکترونیکی استفاده می‌کنند، در مورد این سازمان‌ها نظر مثبتی نداشتند. در سال 2008، بیش از 50 درصد افسران ارشد اطلاعات در یک نظرسنجی اعلام کردند که به منظور ایجاد امکان انتقال کامل در هر مرحله از مراقبت‌های بهداشتی، خواهان پرونده‌های الکترونیکی بهداشتی هستند که قابلیت جابجایی دارند.
مدیران اطلاعات سلامت، مسئول حفاظت از حریم خصوصی بیماران و آموزش کارکنان خود برای مدیریت و استفادهٔ مناسب از اطلاعات محرمانهٔ آن‌ها هستند. با افزایش اهمیت تکنولوژی در مراقبت‌های بهداشتی، مدیران اطلاعات سلامت می‌بایست در استفاده از اطلاعات پایگاه‌های داده، که گزارش‌های بسیار مهمی را برای مدیران و پزشکان ایجاد می‌کنند، صالح باقی بمانند.

### برنامه‌های آموزشی
روندهای لازم و اعطای پروانه‌های اعتباربخشی برای آموزش مدیریت اطلاعات سلامت و فعالیت حرفه‌ای از منظر قانونی از یکدیگر بسیار متفاوت هستند.
در ایالات متحده آمریکا، CAHIM مستلزم مجوز برای ارائه برنامه‌های معتبر در مدیریت اطلاعات سلامت هستند. استانداردهای فعلی اعتباربخشی با بازدیدهای دوره‌ای از سایت‌ها، ارائه گزارش‌های سالانه، اطلاع‌رسانی به CAHIM از تغییرات نامطلوب در برنامه و پرداخت هزینه‌های اداری CAHIM حفظ می‌شوند.
دانشجویان HIM ممکن است در یک برنامه‌ی ارتباطی تمام ‎وقت، با نام "برنامه‌ی مشترک کارشناسی/کارشناسی ارشد علوم" شرکت کنند. در این برنامه، دانشجویان می‌توانند هر دو مدرک کارشناسی علوم در مدیریت اطلاعات سلامت (BSHIM) و کارشناسی ارشد  خدمات اجرایی سلامت (MHSA) را دریافت کنند. این برنامه امکان دریافت این دو مدرک را در مدت 5 سال به دانشجویان می‌دهد. دانشجویانی که BSHIM/MHSA را دنبال می‌کنند، آمادهٔ دریافت موقعیت‌های مدیریتی و اجرایی در سازمان‌های مربوط به سلامت مانند: بیمارستان‌ها، سازمان‌های مراقبتی مدیریت‌شده، توسعه‌دهندگان سیستم‌های اطلاعات سلامت و شرکت‌های دارویی شده تا دانش خود در مدیریت اطلاعات سلامت را در این شغل‌ها به کار گیرند.
در کانادا، فارغ‌التحصیلان برنامه‌های انجمن مدیریت اطلاعات سلامت (CHIMA) برای شرکت در آزمون دریافت گواهینامهٔ ملی، جهت استخدام در حرفه‌ای مرتبط با مدیریت اطلاعات سلامت، واجد شرایط هستند.

#### دسترسی به برنامه‌های آنلاین
بسیاری از برنامه‌های مرتبط با این حوزه به صورت آنلاین نیز در دسترس هستند. دانشجویان آنلاین از طریق تکنولوژی اینترنت با دانشجویان حاضر در کلاس ارتباط برقرار می‌کنند. در آموزش آنلاین، دانشجویان می‌توانند برنامه‌های آموزشی را مطابق با سرعت و برنامهٔ خود طی کنند. همچنین این دانشجویان با ارائه مقالات گروهی که ضبط و بارگذاری می‌شوند و بحث و گفتگو در فعالیت‌های کلاسی شرکت کرده و برای انجام پروژه‌های درسی با دانشجویان حاضر در کلاس گروه‌بندی می‌شوند. برخی از این دانشجویان اجازه دارند در بعضی از کلاس‌ها به صورت حضوری و در محل شرکت کرده و برخی دیگر از کلاس‌ها را به صورت آنلاین بگذرانند.
CAHIM در سایت خود، نام برخی از برنامه‌های آموزشی آنلاین معتبر را فهرست کرده‌است.

#### تحصیلات بیشتر برای متخصصین اطلاعات سلامت
تحصیلات، جنبه‌ای مهم برای موفقیت در دنیای مدیریت اطلاعات سلامت است. به غیر از مدارک اولیه، متخصصین اطلاعات سلامت ممکن است بخواهند تحصیلات خود را در کارشناسی ارشد مدیریت سلامت، کسب‌وکار اجرایی، مدیریت بهداشت یا دیگر برنامه‌های کارشناسی ارشد مدیریت دادگان بهداشتی، فناوری اطلاعات و سیستم‌ها و مدیریت سازمانی دنبال کنند. دستیابی به تحصیلات بیشتر، مسیر شغلی متخصصین سلامت را پیشرفت داده و افراد را برای موقعیت‌های مدیریتی بالاتر آماده می‌کند.  

## کانادا (CAHIM)
در کانادا، کارکنان کنونی HIM عموماً «متخصصین مدیریت اطلاعات سلامت» خوانده شده و تحت عنوان «مدیر اطلاعات بهداشتی تاییدشده» (CHIMA) کار می‌کنند. انجمن اعتباربخشی در اینجا، «انجمن کانادایی مدیریت اطلاعات سلامت» نام دارد. لیستی که در ادامه می‌آید شامل مدارس کانادا (پس از دبیرستان) است که اعتبارشان را برای برنامه‌های مدیریت اطلاعات سلامت خود، به صورت کامل از CHIMA دریافت کرده‌اند.

### مقطع دیپلم
- آلبرتا Alberta: Southern Alberta Institute of Technology in Calgary[۱۸]
- بریتیش کلمبیا British Columbia: Douglas College in Coquitlam[۱۹]
- منیوبا Manitoba: Red River College in Winnipeg[۲۰]
- نیو برونسویک New Brunswick: New Brunswick Community College in Moncton
- نوا اسکاتیا Nova Scotia: Nova Scotia Community College in Halifax[۲۱]
- آنتاریو Ontario: Fleming College in Peterborough[۲۲]
- آنتاریو Ontario: George Brown College in Toronto[۲۳]
- آنتاریو Ontario: St. Lawrence College in Kingston[۲۴]
- آنتاریو Ontario: Westervelt College in London[۲۵]
- کبک Quebec: Collège Laflèche in Trois-Rivières
- کبک Quebec: O'Sullivan College in Montreal[۲۶]
- Saskatchewan: Saskatchewan Polytechnic in Regina[۲۷]

### مقطع کارشناسی
- آنتاریو Ontario: Conestoga College in Kitchener[۲۸]
- آنتاریو Ontario: Ryerson University in Toronto[۲۹]

### آموزش از راه دور
- نوا اسکاتیا Nova Scotia: Heritage Professional Centre in Sydney[۳۰]
- آنتاریو Ontario: HealthCareCAN/CHA Learning in Ottawa[۳۱]
- Saskatchewan: Saskatchewan Polytechnic in Regina[۲۷]

## مبانی و اصول
کیفیت مراقبت‌های بهداشتی و امنیت نیازمند اینست که اطلاعات صحیح در زمان درست برای حمایت از مراقبت بیمار و تصمیم‌های مدیریت سیستم‌های سلامت، در دسترس باشند. دستیابی به اجماع در مورد محتوای اطلاعات ضروری و اسناد استانداردها، پیش‌نیازهای لازم برای داشتن داده‌هایی با کیفیت بالا در یک سیستم مراقبت سلامت در آینده است. نظارت و مدیریت مداوم استاندارد داده‌ها و محتویات کلید تضمین اینست که اطلاعات قابل استفاده و عملی باشند.

### پرونده‌ها
- پروندهٔ سلامت بیمار، اولین سند حقوقی است که خدمات بهداشتی در هر جنبه‌ای از نظام مراقبت‌های بهداشتی را به شخص ارائه می‌دهد. این پرونده شامل اسناد بالینی یا اداری، سوابق مراقبت در هر محیط مرتبط با بهداشت، مراقبت‌های پیشگیرانه، ارزیابی شیوه‎ی زندگی، پروتکل‌های تحقیقاتی و پایگاه‌های دادگان بالینی است. این مخزن اطلاعاتی در مورد یک بیمار توسط متخصصین مراقبت‌های بهداشتی، به عنوان نتیجهٔ مستقیم از تعامل با بیمار یا افرادی که از وضعیت بیمار آگاهی دارند، ایجاد می‌شود.
- پروندهٔ اولیه بیمار، پرونده‌ای است که توسط متخصصین مراقبت‌های بهداشتی هنگام ارائه خدمات مراقبت‌های بیمار برای مرور سوابق بیمار یا ثبت مشاهدات، اقدامات و دستورالعمل‌های خود استفاده می‌شود.
- پروندهٔ ثانویه بیمار، پرونده‌ای است که از پروندهٔ اولیه به دست آمده و شامل عناصری انتخاب‌شده برای کمک به افراد غیرمتخصص در حمایت، ارزیابی و ارتقای مراقبت بیمار است. پشتیبانی مراقبت بیمار به عملیات اجرایی، تنظیم و پرداخت اشاره دارد.

### روش‌ها

#### روش‌های اطمینان از کیفیت اطلاعات
صحت داده‌ها به طراحی سیستم اطلاعات دستی یا کامپیوتری برای جمع‌آوری، ثبت، دخیره، پردازش، دسترسی و نمایش دادگان و همچنین توانایی و پیگیری افرادی که در هر مرحله از این فعالیت‌ها درگیر هستند، بستگی دارد. کلیه افرادی که در مستندسازی یا استفاده از اطلاعات بهداشتی دخیل هستند، مسئول کیفیت این اطلاعات هستند. طبق مدل مدیریت کیفیت دادگان AHIMA، چهار روند کلیدی برای دادگان وجود دارد:
- کاربرد: هدفی که داده‌ها به آن منظور جمع‌آوری می‌شوند.
- جمع‌آوری: فرایندی که وسیلهٔ آن داده‌ها جمع‌آوری می‌شوند.
- انبارداری: فرایندها و سیستم‌های مورد استفاده برای ذخیره و نگهداری داده‌ها و مجلات آن‌ها.
- تحلیل: فرایند تبدیل دادگان به اطلاعات مورد نیاز برای یک برنامه.

کیفیت فعالیت در هر جنبه، با 10 ویژگی مختلف داده بررسی می‌شود:
- صحت: داده‌های دارای مقادیر درست بوده و معتبر هستند.
- قابلیت دسترسی: جمع‌آوری دادگان باید ساده و قانونی باشد.
- جامعیت: تمامی داده‌های مورد نیاز را شامل می‌شود. باید اطمینان حاصل شود که تمامی محدودهٔ دادگان جمع‌آوری شده و همچنین محدودیت‌های اعمالی عامدانه نیز ثبت شده باشند.
- ثبات: مقادیر دادگان ثبت‌شده می‌بایست قابل اعتماد بوده و در کاربردهای مختلف یکسان باشند.
- به‌روز بودن: دادگان باید به‌روز باشند. مقدار داده به‌روز است اگر مربوط به زمان حال باشد؛ مقدار داده به‌روز نیست اگر مقدار داده تنها برای زمانی پیشین درست بوده و در گذر زمان، آن مقدار دیگر صحیح نباشد.
- تعریف: برای دادگان تعریف واضح و روشنی باید فراهم شده باشد تا کاربران فعلی و آیندهٔ آن‌ها معنای آن‌ها را بدانند. هر جز داده باید دارای تعریف روشن و مقدار قابل قبول باشد.
- گرانولاریسم: ویژگی‌ها و مقادیر داده‌ها می‌بایست در مرتبهٔ درستی از جزئیات تعریف شوند.
- دقت: مقادیر دادگاه باید به اندازهٔ کافی بزرگ باشند تا از برنامه و پردازش پشتیبانی کنند.
- مرتبط بودن: داده‌ها در قالب فرایند پردازش یا اجرای برنامه‌ای که به منظور آن جمع‌آوری می‌شوند، معنادار هستند.
- به موقع بودن: این ویژگی توسط چگونگی استفاده از دادگان و زمینهٔ استفاده از آن‌ها تعیین می‌شود.

## متخصصین اطلاعات سلامت
HIM زمینه‌ای گسترده و موفق برای متخصصین مراقبت‌های بهداشتی است. فرصت‌های شغلی فراوانی در مدیریت اطلاعات سلامت وجود داشته و همچنین محیط‌های سنتی و غیرسنتی بسیاری وجود دارد که این متخصصین می‌توانند در آن مشغول به کار شوند.
- محیط‌های سنتی شامل: مدیریت دپارتمان پرونده‌های پزشکی HIM، ثبت سرطان، برنامه‌نویسی، ثبت تراما و آسیب، رونویسی، بهبود کیفیت، انتشار اطلاعات، پذیرش بیمار،اعتباربخشی پزشک، ممیز حسابداری، دفاتر پزشک و مدیریت ریسک.
- محیط‌های غیرسنتی شامل: شرکت‌های مشاوره، آژانس‌های دولتی، شرکت‌های حقوقی و بیمه، تسهیلات مراقبتی گسترده، تحقیقات دارویی، فناوری اطلاعات و شرکت‌های نرم‌افزاری پزشکی.[۳۳]

### مدیران اطلاعات سلامت
مدیران حرفه‌ای اطلاعات سلامت، برنامه‌های مدیریت اطلاعات سلامت برای تضمین اینکه با استانداردهای پزشکی، قانونی و اخلاقی متناسب باشند، ساخته و مدیریت می‌کنند. این افراد نقشی حیاتی در نگهداری، جمع‌آوری و تحلیل دادگانی که توسط پزشکان، پرستاران و دیگر افراد در مراقبت‌های بهداشتی ثبت می‌شوند، دارند. همچنین افراد دخیل در جمع‌آوری این اطلاعات نیز برای ارائه خدمات بهداشتی باکیفیت به همین اطلاعات تکیه دارند. مدیران می‌بایست با گروهی از تکنسین‌های اطلاعات کار کرده تا تضمین کنند که پرونده‌های پزشکی بیماران دقیق هستند و در زمان نیاز در دسترس‌اند.
در ایالات متحده آمریکا، مدیران اطلاعات سلامت بعد از دریافت مدرک کارشناسی در فناوری اطلاعات سلامت و مدیریت اطلاعات سلامت از یک مؤسسه آموزشی معتبر تاییدشده توسط کمیسیون اعتباربخشی برای آموزش فناوری و مدیریت اطلاعات سلامت (CAHIIM) و پس از گذراندن امتحان مربوطه، با عنوان «مدیر اجرایی اطلاعات سلامت ثبت‌شده» گواهینامه‌ای دریافت می‌کنند. صدور گواهینامهٔ حرفه‌ای سیستم‌های حرفه‌ای فناوری اطلاعات سلامت (CHISP) توسط انجمن آمریکایی مدیران فناوری اطلاعات سلامت (ASHIM) انجام شده و دارای اعتبار برای کار در سطح یک متخصص فناوری اطلاعات یا بالینی است که می‌تواند پذیرش فناوری سلامت توسط پزشک را پشتیبانی کند. یک متخصص CHISP نیاز است دارای توانایی پردازش و استخراج دانش از محیط‌های مراقبت بهداشتی، فناوری اطلاعات سلامت، فناوری اطلاعات و همچنین دارای مهارت‌های نرم‌افزاری و ارتباطی باشد.
RHIA عموماً فرض می‌کند که یک مدیر با تمام سطوح سازمان در ارتباط بوده و از اطلاعات بیماران در تصمیم‌گیری و اعمال هر روزه استفاده می‌کند. این افراد ممکن است در گسترهٔ وسیعی از محیط‌ها که زنجیرهٔ مراقبت‌های بهداشتی را پوشش می‌دهد و شامل ثبت اداری عملکردهای پزشک، خانه‌های سالمندان، آژانس‌های بهداشت در خان، مراکز بهداشت روانی و عمومی است، کار کنند.
مدیران اطلاعات سلامت ممکن است در مدیریت دفتری، مدیریت داده و تضمین کیفیت داده در میان بسیاری از حوزه‌ها، متخصص باشند.

### تکنسین‌های اطلاعات سلامت و پرونده‌های پزشکی
پرونده‌های پزشکی (MR) و تکنسین‌های اطلاعات سلامت (HIT) طبق راهنمای چشم‌انداز شغلی دفتر کارشناسی آمار ادارهٔ آمار ایالات متحده دارای وظایف زیر هستند:
«جمع‌آوری اطلاعات بهداشتی بیماران از قبیل تاریخچه پزشکی، علائم، نتایج آزمایش‌ها، آزمایش‌های تشخیصی، متودهای درمانی و سایر خدماتی که توسط سرویس‌های مراقبتی بهداشتی ارائه می‌شوند. تکنسین‌ها، داده‌های بهداشتی را با تضمین کیفیت، صحت، دسترسی و امنیت ساماندهی و مدیریت می‌کنند. آن‌ها به صورت منظم با پزشکان و دیگر متخصصان سلامت در ارتباط هستند تا تشخیص‌ها را نهایی کرده یا اطلاعات بیشتری را فراهم آورند.»
طبقه‌بندی سازمان‌های تخصصی توسط استاندارد بین‌المللی کار اشاره می‌کند: "شغل‌هایی که در این دسته قرار می‌گیرند نیازمند شناخت اصطلاحات پزشکی، جنبه‌های قانونی اطلاعات سلامت، استانداردهای دادگان سلامت ومدیریت داده‌های کاغذی یا کامپیوتری هستند که از طریق آموزش رسمی یا آموزش طولانی مدت در محل کار به دست می‌آید."
MRHITها معمولاً در بیمارستان‌ها کار می‌کنند. همچنین این افراد ممکن است در گسترهٔ وسیعی از محیط‌ها که زنجیرهٔ مراقبت‌های بهداشتی را پوشش می‌دهد و شامل ثبت اداری عملکردهای پزشک، خانه‌های سالمندان، آژانس‌های بهداشت در خانه، مراکز بهداشت روانی و عمومی است، کار کنند. تکنسین‌هایی که تخصصشان برنامه‌نویسی است، برنامه‌نویس‌های پزشکی یا متخصصین برنامه‌نویسی نامیده می‌شوند.
در ایالات متحده آمریکا، تکنسین‌های اطلاعات سلامت پس از تکمیل دورهٔ کارشناسی در فناوری اطلاعات سلامت از یک موسسهٔ آموزشی معتبر تاییدشده توسط کمیسیون اعتباربخشی آموزش مدیریت و فناوری اطلاعات سلامت (CHIIM) و قبل از اینکه امتحان مربوطه برای دریافت گواهینامه را بدهند، به عنوان یک تکنسین اطلاعات سلامت (RHIT) گواهینامه‌ای دریافت می‌کنند.

### سازمان‌های حرفه‌ای
- انجمن مدیریت اطلاعات سلامت آمریکا
- جامعه‌ی آمریکایی مدیران فناوری اطلاعات سلامت
- انجمن اطلاعات سلامت آمریکا
- انجمن مدیریت اطلاعات سلامت کانادا
- کمیسیون اعتباربخشی آموزش مدیریت و فناوری اطلاعات سلامت
- جامعه سیستم‌ها و مدیریت اطلاعات مراقبت‌های بهداشتی
- انجمن مدیران اطلاعات سلامت استرالیا
- انستیتو پرونده‌های پزشکی و مدیریت اطلاعات